# Nikola Trajković
Nikola Trajković (Belgrád, 1981. január 5. –) szerb válogatott labdarúgó.

## Mérkőzései a szerb-montenegrói válogatottban
| #  | Dátum            | Ellenfél    | Eredmény | Kiírás              | Esemény |
| -- | ---------------- | ----------- | -------- | ------------------- | ------- |
| 1. | 2005. február 9. | Bulgária    | 0 – 0    | barátságos mérkőzés | 65' 90′ |
| 2. | 2005. június 8.  | Olaszország | 1 – 1    | barátságos mérkőzés | 57'     |

## Sikerei, díjai
Crvena zvezda
- Szerb bajnok: 2006, 2007
- Szerb kupagyőztes: 2006, 2007

 Győri ETO
- Magyar bajnok: 2013